# Lista de ministros da Ciência, Tecnologia e Inovação do Brasil
Esta é uma lista de ministros da Ciência, Tecnologia e Inovação do Brasil.

## História
Foi criado como Ministério da Ciência e Tecnologia (MCT) durante o governo José Sarney em 15 de março de 1985, pelo decreto nº 91.146, como órgão central do sistema federal de ciência e tecnologia. O surgimento desse novo ministério, além de expressar a importância política desse segmento, atendeu a um antigo anseio da comunidade científica e tecnológica nacional.
Durante o período de 29 de março de 1989 a 29 de novembro de 1989, o MCT foi incorporado pelo Ministério do Desenvolvimento da Indústria e Comércio. Ao final deste período, foi separado e se tornou Secretaria Especial da Ciência e Tecnologia, com status de ministério, mantendo seu ocupante. Em 1990, foi renomeada para Secretaria da Ciência e Tecnologia, desta vez ligada à presidência da república, do então presidente Fernando Collor de Mello. Em 1992, o presidente Itamar Franco retirou a secretaria da Presidência da República e recriou o ministério com o nome original.
Em 2011, com a Medida Provisória nº 541, o MCT foi renomeado para Ministério da Ciência, Tecnologia e Inovação (MCTI).
Em 12 de maio de 2016, com a Medida Provisória nº 726, convertida na Lei nº 13.341, de 29 de setembro de 2016, extinguiu-se o Ministério das Comunicações e transformou o MCTI em Ministério da Ciência, Tecnologia, Inovações e Comunicações (MCTIC).

## Ministros
| Nº | Fotografia                                    | Nome                        | Órgão                                                                  | Início                 | Fim                       | Presidente                |
| -- | --------------------------------------------- | --------------------------- | ---------------------------------------------------------------------- | ---------------------- | ------------------------- | ------------------------- |
| 1  |                                               | Renato Archer               | Ministério da Ciência e Tecnologia                                     | 15 de março de 1985    | 23 de outubro de 1987     | José Sarney               |
| 2  |                                               | Luiz Henrique da Silveira   | Ministério da Ciência e Tecnologia                                     | 23 de outubro de 1987  | 29 de julho de 1988       | José Sarney               |
| 3  |                                               | Luiz André Rico Vicente     | Ministério da Ciência e Tecnologia                                     | 29 de julho de 1988    | 16 de agosto de 1988      | José Sarney               |
| 4  |                                               | Ralph Biasi                 | Ministério da Ciência e Tecnologia                                     | 16 de agosto de 1988   | 15 de janeiro de 1989     | José Sarney               |
| 5  |                                               | Roberto Cardoso Alves       | Ministério da Ciência e Tecnologia                                     | 16 de janeiro de 1989  | 13 de março de 1989       | José Sarney               |
| 6  |                                               | Décio Leal                  | Secretaria do Ministério do Desenvolvimento da Indústria e Comércio    | 29 de março de 1989    | 29 de novembro de 1989    | José Sarney               |
| 6  | Secretaria Especial da Ciência e Tecnologia   | Décio Leal                  | 29 de novembro de 1989                                                 | 14 de março de 1990    |                           | José Sarney               |
| 7  |                                               | José Goldemberg             | Secretaria da Ciência e Tecnologia (ligada à Presidência da República) | 15 de março de 1990    | 21 de agosto de 1991      | Fernando Collor           |
| 8  |                                               | Edson Machado de Sousa      | Secretaria da Ciência e Tecnologia (ligada à Presidência da República) | 21 de agosto de 1991   | 1 de abril de 1992        | Fernando Collor           |
| 9  |                                               | Hélio Jaguaribe             | Secretaria da Ciência e Tecnologia (ligada à Presidência da República) | 1 de abril de 1992     | 1 de outubro de 1992      | Fernando Collor           |
| 10 |                                               | José Israel Vargas          | Ministério da Ciência e Tecnologia                                     | 27 de outubro de 1992  | 1 de janeiro de 1995      | Itamar Franco             |
| 10 | 1 de janeiro de 1995                          | José Israel Vargas          | Ministério da Ciência e Tecnologia                                     | 1 de janeiro de 1999   | Fernando Henrique Cardoso |                           |
| 11 |                                               | Luiz Carlos Bresser-Pereira | Ministério da Ciência e Tecnologia                                     | 1 de janeiro de 1999   | Fernando Henrique Cardoso | 21 de julho de 1999       |
| 12 |                                               | Ronaldo Sardenberg          | Ministério da Ciência e Tecnologia                                     | 21 de julho de 1999    | Fernando Henrique Cardoso | 1 de janeiro de 2003      |
| 13 |                                               | Roberto Amaral              | Ministério da Ciência e Tecnologia                                     | 1 de janeiro de 2003   | 21 de janeiro de 2004     | Luiz Inácio Lula da Silva |
| 14 |                                               | Eduardo Campos              | Ministério da Ciência e Tecnologia                                     | 23 de janeiro de 2004  | 18 de julho de 2005       | Luiz Inácio Lula da Silva |
| 15 |                                               | Sergio Machado Rezende      | Ministério da Ciência e Tecnologia                                     | 19 de julho de 2005    | 31 de dezembro de 2010    | Luiz Inácio Lula da Silva |
| 16 |                                               | Aloizio Mercadante          | Ministério da Ciência e Tecnologia                                     | 1 de janeiro de 2011   | 2 de agosto de 2011       | Dilma Rousseff            |
| 16 | Ministério da Ciência, Tecnologia e Inovação  | Aloizio Mercadante          | 2 de agosto de 2011                                                    | 24 de janeiro de 2012  |                           | Dilma Rousseff            |
| 17 | Ministério da Ciência, Tecnologia e Inovação  |                             | Marco Antonio Raupp                                                    | 24 de janeiro de 2012  | 17 de março de 2014       | Dilma Rousseff            |
| 18 | Ministério da Ciência, Tecnologia e Inovação  |                             | Clelio Campolina Diniz                                                 | 17 de março de 2014    | 1 de janeiro de 2015      | Dilma Rousseff            |
| 19 | Ministério da Ciência, Tecnologia e Inovação  |                             | Aldo Rebelo                                                            | 1 de janeiro de 2015   | 1 de outubro de 2015      | Dilma Rousseff            |
| 20 | Ministério da Ciência, Tecnologia e Inovação  |                             | Celso Pansera                                                          | 2 de outubro de 2015   | 14 de abril de 2016       | Dilma Rousseff            |
| —  | Ministério da Ciência, Tecnologia e Inovação  |                             | Emília Maria Silva Ribeiro Curi (interina)                             | 14 de abril de 2016    | 12 de maio de 2016        | Dilma Rousseff            |
| 21 |                                               | Gilberto Kassab             | Ministério da Ciência, Tecnologia, Inovações e Comunicações            | 12 de maio de 2016     | 1 de janeiro de 2019      | Michel Temer              |
| 22 |                                               | Marcos Pontes               | Ministério da Ciência, Tecnologia, Inovações e Comunicações            | 1 de janeiro de 2019   | 30 de março de 2022       | Jair Bolsonaro            |
| 22 | Ministério da Ciência, Tecnologia e Inovações | Marcos Pontes               |                                                                        | 1 de janeiro de 2019   | 30 de março de 2022       | Jair Bolsonaro            |
| 23 |                                               | Paulo César Alvim           | 30 de março de 2022                                                    | 31 de dezembro de 2022 |                           | Jair Bolsonaro            |
| 24 |                                               | Luciana Santos              | Ministério da Ciência, Tecnologia e Inovação                           | 1 de janeiro de 2023   | —                         | Luiz Inácio Lula da Silva |